# Huovisenjärvi
Huovisenjärvi är en sjö i Finland. Den ligger i kommunen Taivalkoski i landskapet Norra Österbotten, i den nordöstra delen av landet, 600 km norr om huvudstaden Helsingfors. Huovisenjärvi ligger 245,5 meter över havet. Arean är 68,3 hektar och strandlinjen är 3,63 kilometer lång. Sjön  ingår i Ijo älvs huvudavrinningsområde. 